# 題目講
題目講（だいもくこう）とは、法華宗系の信徒によって構成された講。
同宗の祖である日蓮が没した日（弘安5年10月13日）にちなんで毎月13日あるいはその前夜に開かれたことから十三日講とも称する。
法華経の題目である「南無妙法蓮華経」を唱えることで、日蓮の唱えた教義と信徒間のつながりを確認する意図があるとされる。

## 沿革
鎌倉時代末期から知られており、当初は血縁関係に基づく参加が重んじられて一家一族連帯の儀式としても尊重された。だが、中世後期には地縁の紐帯を強める儀式に変質するとともに周辺地域の題目講との連携や所属する寺院が属する本寺及び門流の行事・事業を支援するなど、宗派全体の信仰・経済両面から支える組織となっていった。